# Nigéria nos Jogos Olímpicos de Verão de 1952
A Nigéria competiu nos Jogos Olímpicos de Verão pela primeira vez nos Jogos Olímpicos de Verão de 1952 em Helsinque, Finlândia.